# Teófilo Raynaud

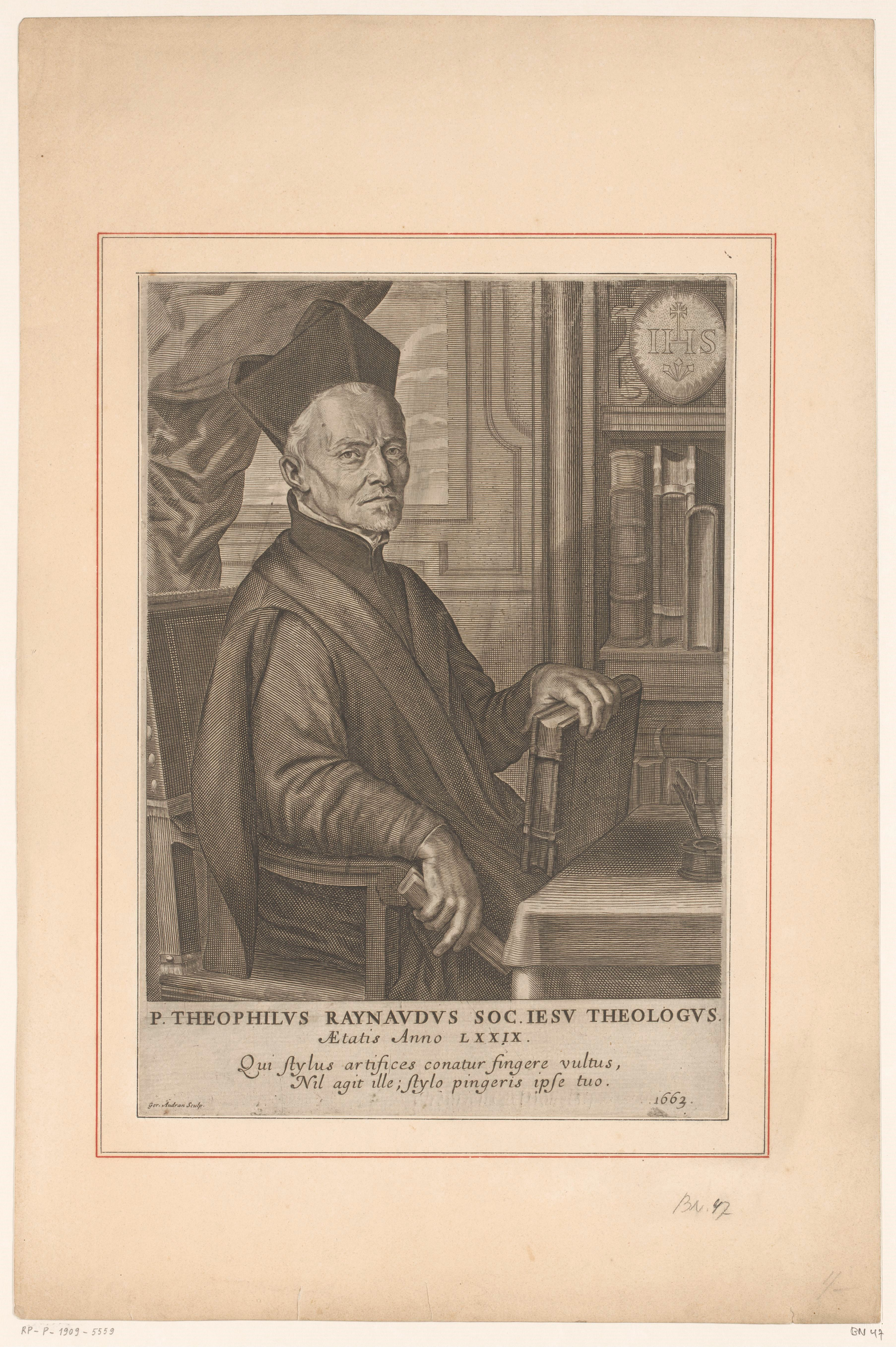
Teófilo Raynaud

Teófilo Raynaud (15 de noviembre de 1583 – 31 de octubre de 1663) fue un teólogo y escritor jesuita francés.

## Biografía
Teófilo Raynaud nació el 15 de noviembre de 1583 en Sospel, cerca de Niza. Estudió en Aviñón y llegó a ser un estudioso muy competente en filosofía. En 1602 ingresó en la Compañía de Jesús, y fue nombrado uno de sus maestros en Lyon. Al principio enseñó ramas elementales, pero pronto fue progresando y finalmente quedó a cargo de una cátedra de filosofía y teología.
En 1631 fue elegido confesor del príncipe Mauricio de Saboya y se trasladó a París. Aquí se sintió incómodo por su desagradable vínculo con Richelieu, quien, habiendo sido atacado por un teólogo español por la alianza del gobierno francés con los protestantes alemanes, le había pedido a Raynaud una que redactase una respuesta, y éste se la negó. Raynaud fue, a petición suya, trasladado a Chambéry, y como este obispado quedó pronto vacante, se le solicitó que lo ocupara. Pero él no estaba contento, e incluso estaba dispuesto a regresar a Lyon.
No volvió a visitar Saboya hasta 1639, y lo hizo para su propia desgracia. Había contraído durante su estancia en Chambéry una estrecha amistad con Pierre Monod, su compañero; y cuando se enteró de su detención en la fortaleza de Montmélian, trató por todos los medios de ponerle fin. Richelieu se ofendió por este ardiente afecto, que era natural entre amigos, y, no queriendo permitir relaciones entre Raynaud y un prisionero de Estado, solicitó y obtuvo de la corte de Saboya el arresto del desdichado jesuita. Al cabo de tres meses fue liberado y buscó refugio en Carpentras, que entonces pertenecía a los Estados Pontificios.
Pero la aversión de sus enemigos no lo dejaría tranquilo por mucho tiempo. Por orden del cardenal legado Antonio Barberini, fue conducido a Aviñón y encerrado en una cámara del palacio pontificio. Una vez liberado de sus dificultades, partió hacia Roma con el manuscrito de Heteroclita Spiritualia, cuya impresión había sido suspendida, lo sometió a examen de Philippe Alegambe y obtuvo autorización para publicarlo.
En 1645 regresó a Roma en compañía del cardenal Federico Sforza, y fue presentado frente al Papa y el Sacro Colegio como uno de los más ardientes defensores de los derechos papales. Posteriormente hizo dos viajes a Roma: el primero en 1647, donde ocupó durante algún tiempo una cátedra teológica; el segundo en 1651, cuando asistió a la asamblea general de su orden. Posteriormente le fue dado permiso para establecerse en Lyon, donde pasó el resto de su vida enseñando, y componiendo sus obras. Murió el 31 de octubre de 1663.

## Obras

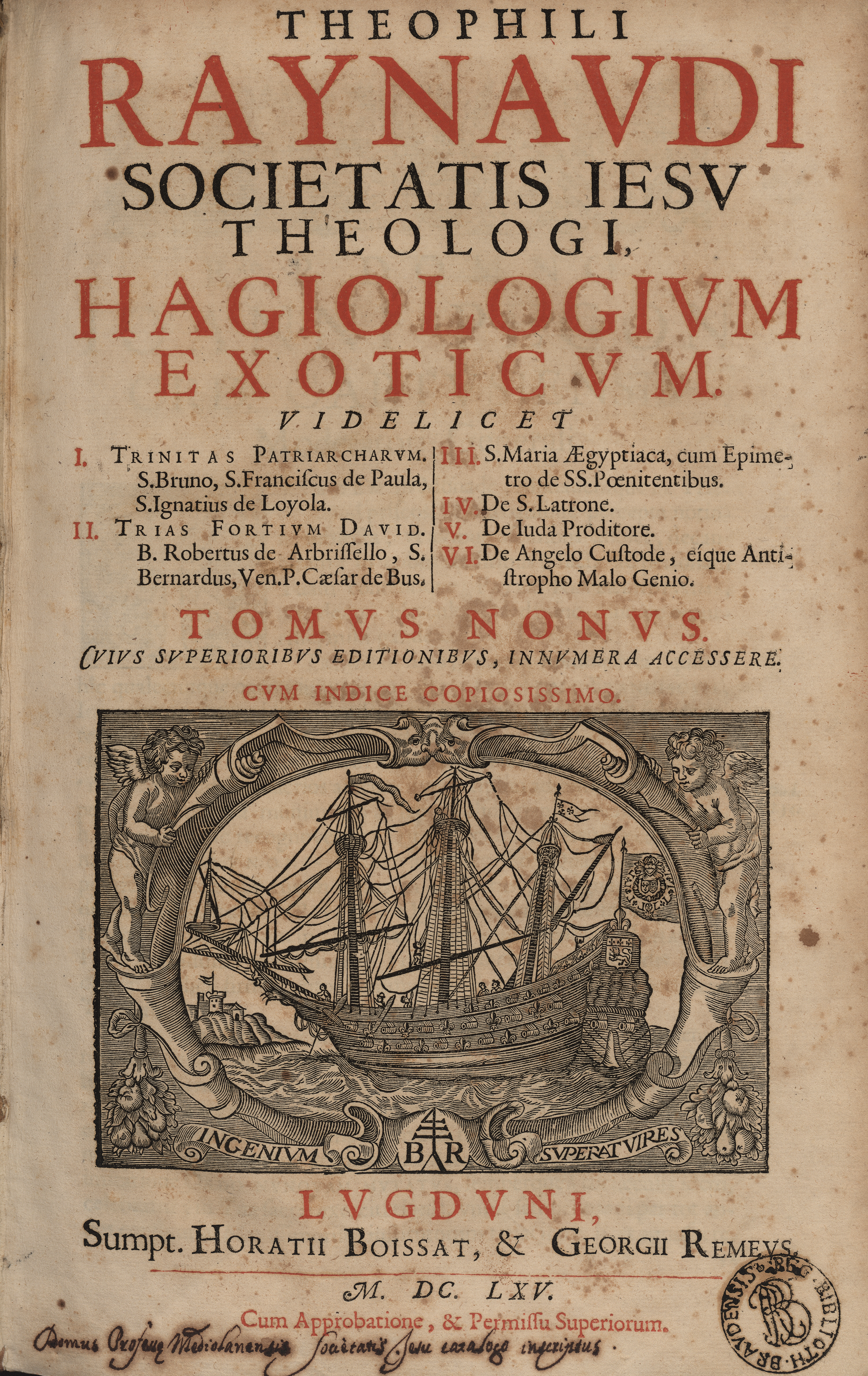
Hagiologium exótico

En 92 obras distintas, que abarcan casi todo el campo de la teología católica, se mostró como un teólogo erudito y un escritor de gran fecundidad. Su estilo, sin embargo, es a menudo prolijo y a veces oscuro, mientras que en sus escritos polémicos están dedicados a la sátira y la invectiva.
Sus obras completas, revisadas por él mismo poco antes de su muerte, fueron publicadas bajo la dirección de su colega, John Bertet, en diecinueve volúmenes (Lyon, 1665). Un vigésimo volumen, titulado "Th. Raynaudi Apopompaeus" (es decir, el chivo expiatorio), que contiene una serie de escritos que el autor había excluido deliberadamente de la colección, fue publicado por un editor anónimo unos años más tarde (Cracovia, 1669). Este volumen fue condenado por la Congregación del Índice.
Los títulos principales de la "Ópera" son:
- I. "Theologia Patrum; Christus Deus Homo";
- II. "De Attributis Christi";
- III. "Moralis disciplina";
- IV. "De virtutibus et vitiis";
- V. "Theologia naturalis";
- VI. "Opuscula eucharistica";
- VII. "Marialia";
- VIII-IX. "Hagiologium";
- X. "Pontificia";
- XI. "Critica sacra";
- XII. "Miscella sacra";
- XIII. "Miscella philologica";
- XIV. "Moralia";
- Siglos XV-XVI. "Heteroclita spiritualia";
- XVII. "Ascetica";
- XVIII. "Polemica".

XIX contiene índices generales.